# 雙鬚蟲屬
雙鬚蟲屬（學名：Eteone）是环节动物门葉鬚蟲目葉鬚蟲科雙鬚蟲亞科的模式屬。

## 物種
根據全球生物物种名录及瑞典多細胞生物數據庫，本屬包括下列各物種：
- Eteone anoculata（瑞典语：Eteone anoculata）
- Eteone aurantiaca（瑞典语：Eteone aurantiaca）
- Eteone balboensis（瑞典语：Eteone balboensis）
- Eteone barbata（瑞典语：Eteone barbata）
- Eteone brigitteae（瑞典语：Eteone brigitteae）
- 加州双须虫 Eteone californica（瑞典语：Eteone californica）
- Eteone cinerea（瑞典语：Eteone cinerea）
- Eteone columbiensis（瑞典语：Eteone columbiensis）
- Eteone cylindrica（瑞典语：Eteone cylindrica）
- 三角洲双须虫 Eteone delta
- Eteone dilatae（瑞典语：Eteone dilatae）
- Eteone filiformis（瑞典语：Eteone filiformis）
- Eteone flava（瑞典语：Eteone flava）
- Eteone foliosa（瑞典语：Eteone foliosa）
- Eteone japanensis（瑞典语：Eteone japanensis）
- Eteone lactea（瑞典语：Eteone lactea）
- Eteone leptotes（瑞典语：Eteone leptotes）
- Eteone limicola（瑞典语：Eteone limicola）
- 長雙鬚蟲 Eteone longa
- 色斑神须虫 Eteone maculata
- 锦绣神须虫 Eteone ornata，锦绣双须虫
- 太平洋双须虫 Eteone pacifica
- Eteone palari（瑞典语：Eteone palari）
- Eteone papillifera（瑞典语：Eteone papillifera）
- Eteone picta（瑞典语：Eteone picta）
- Eteone pigmentata（瑞典语：Eteone pigmentata）
- Eteone platycephala（瑞典语：Eteone platycephala）
- Eteone pusilla（瑞典语：Eteone pusilla）
- Eteone rarica（瑞典语：Eteone rarica）
- Eteone robertianae
- Eteone sculpta（瑞典语：Eteone sculpta）
- Eteone siphodonta（瑞典语：Eteone siphodonta）
- Eteone spetsbergensis（瑞典语：Eteone spetsbergensis）
- Eteone spilotus（瑞典语：Eteone spilotus）
- Eteone suecica（瑞典语：Eteone suecica）
- Eteone syphodonta（瑞典语：Eteone syphodonta）
- Eteone syphonodonta（瑞典语：Eteone syphonodonta）
- 张氏神须虫 Eteone tchangsii Uschakov et Wu, 1959
- Eteone tetraophthalma（瑞典语：Eteone tetraophthalma）
- Eteone tocantinensis（瑞典语：Eteone tocantinensis）
- Eteone trilineata（瑞典语：Eteone trilineata）
- Eteone tuberculata（瑞典语：Eteone tuberculata）
- Eteone tulua（瑞典语：Eteone tulua）
- Eteone vitiazi（瑞典语：Eteone vitiazi）

## 圖庫

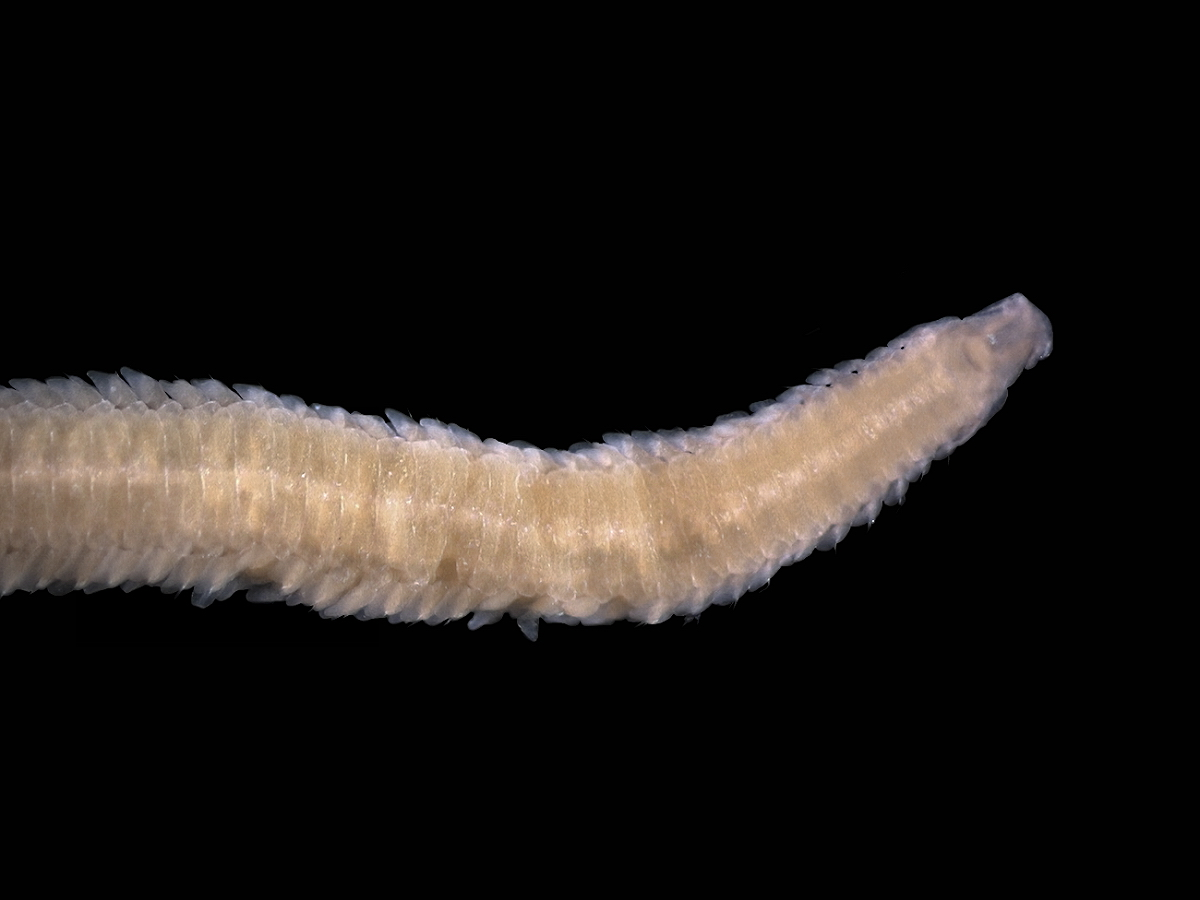
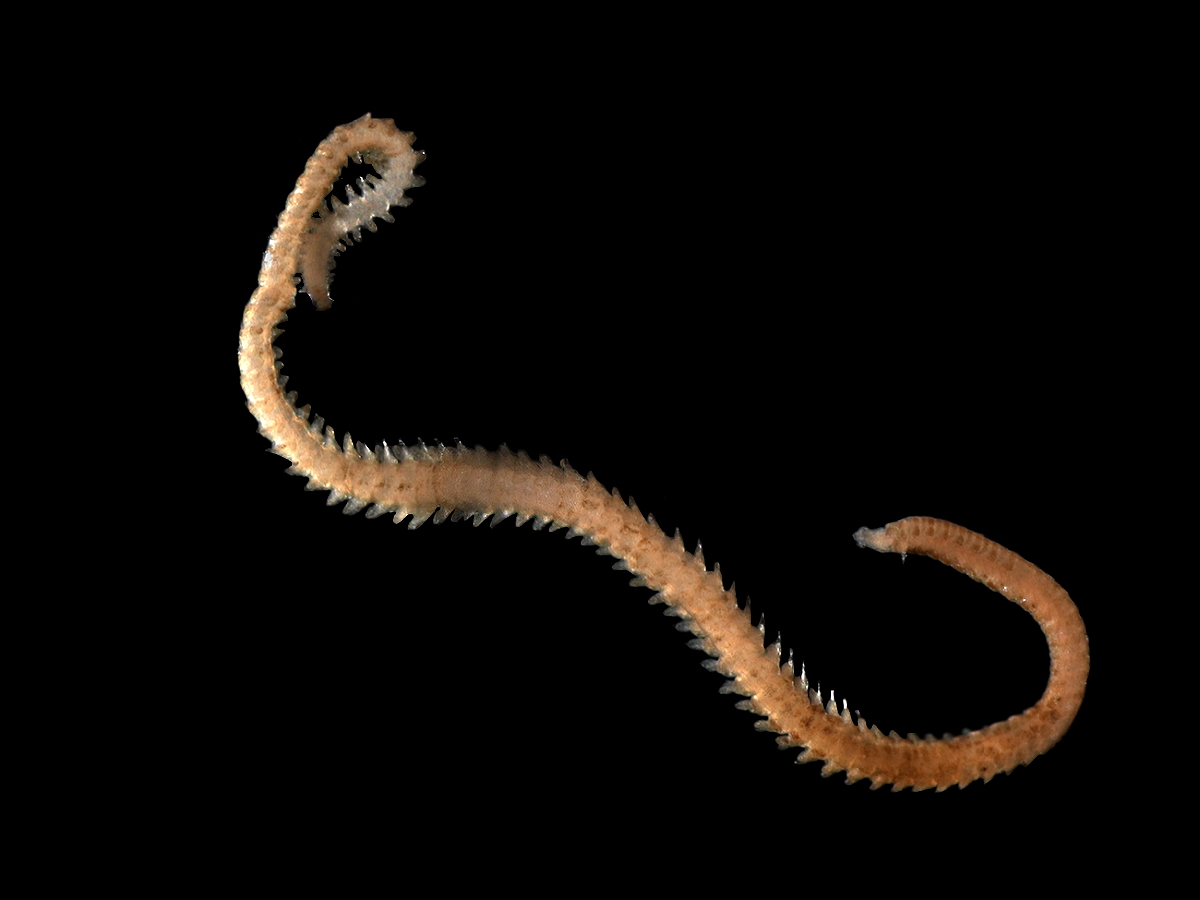